# Snedbild

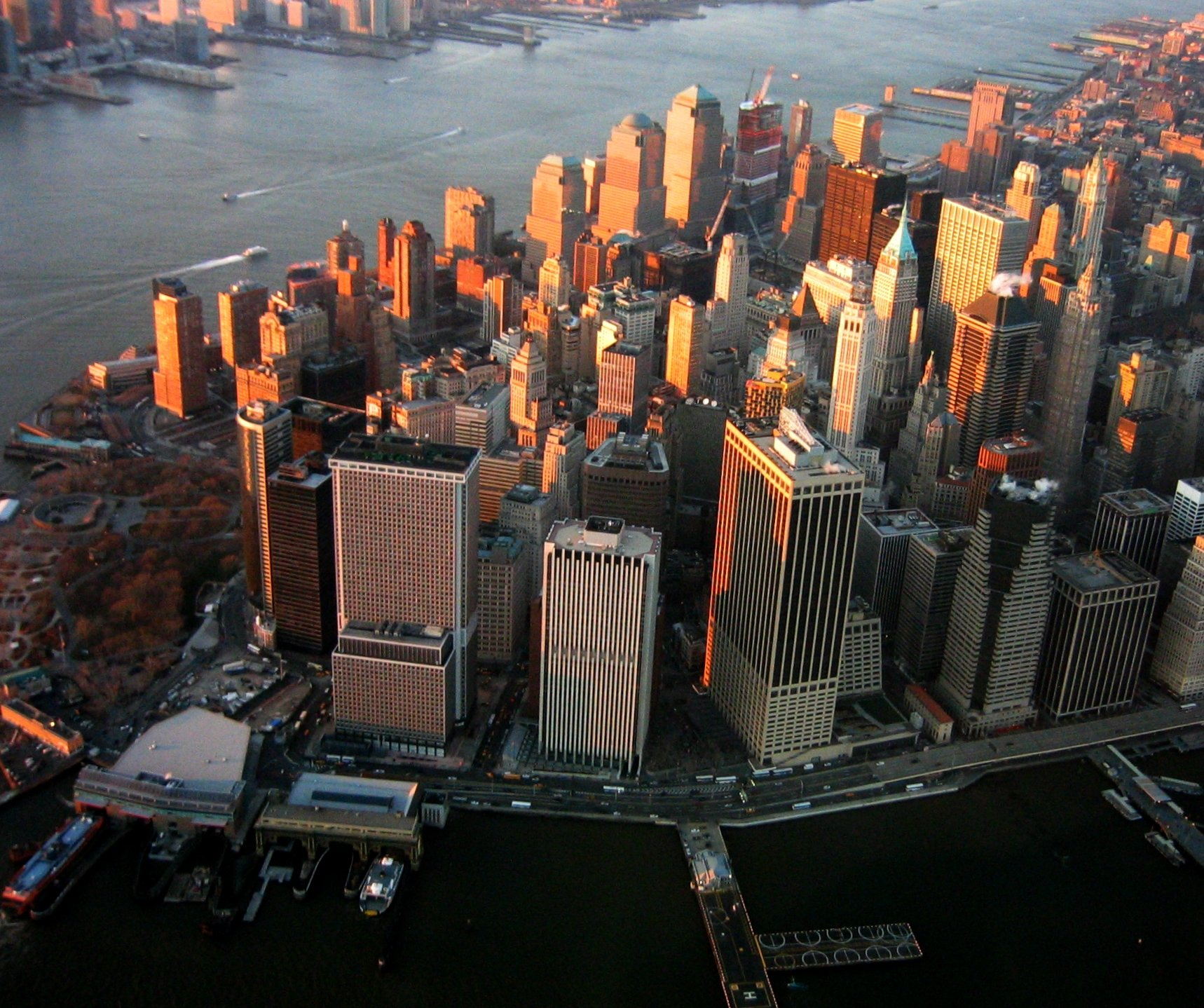
Snedbild över nedre Manhattan.

En snedbild eller en oblik bild är ett flygfoto som är taget med kameran riktad snett nedåt och visar landskapet oblikt.  En lodbild däremot visar landskapet rakt uppifrån.
Snedbildsfotografering är en produkt som tillhandahålles av flygfotofirmor som normalt fotograferar  lodbilder för karteringsändamål.